# Regine-Hildebrandt-Schule (Cottbus)
Die Europaschule Regine-Hildebrandt-Grundschule Cottbus ist eine Grundschule im Stadtteil Sachsendorf der brandenburgischen Stadt Cottbus.

## Geschichte
Die Schule wurde 1981 als Polytechnische Oberschule gegründet, und nach der Schulreform 1992 als „2. Grundschule“ geführt. Die Umbenennung zur „Regine-Hildebrandt-Schule“ erfolgte 2004. Seit 1994 lernen dort auch Schüler mit einer Lese- und Rechtschreibstörung. 1996 gab es erste Partnerschaftsverträge mit anderen europäischen Schulen, weshalb die Schule 1999 den Titel Europaschule erhielt. 2001 begann der Ausbau zur Ganztagsschule. Ein Jahr später erhielt die Schule eine eigene Bibliothek. Da seit 2001 Schüler der ersten bis sechsten Klasse an Themen der regenerativen Energiegewinnung arbeiten, wurde ihr der Titel Umweltschule verliehen. Durch zahlreiche Umbau- und Sanierungsmaßnahmen wurde die Schule 2010 Bundessieger im Wettbewerb „Energiesparmeister“.